# Грінфілд (Міннесота)
Грінфілд (англ. Greenfield) — місто (англ. city) в США, в окрузі Ганнепін штату Міннесота. Населення — 2903 особи (2020).

## Географія
Грінфілд розташований за координатами 45°5′39″ пн. ш. 93°41′27″ зх. д. / 45.09417° пн. ш. 93.69083° зх. д. (45.094064, -93.690778). За даними Бюро перепису населення США в 2010 році місто мало площу 55,82 км², з яких 52,84 км² — суходіл та 2,98 км² — водойми.

## Демографія
Згідно з переписом 2010 року, у місті мешкало 2777 осіб у 936 домогосподарствах у складі 771 родини. Густота населення становила 50 осіб/км². Було 970 помешкань (17/км²).
Расовий склад населення:
| - 96,1 % — білих - 1,3 % — азіатів - 0,4 % — чорних або афроамериканців - 0,3 % — корінних американців |

До двох чи більше рас належало 0,9 %. Частка іспаномовних становила 1,5 % від усіх жителів.
За віковим діапазоном населення розподілялося таким чином: 29,7 % — особи молодші 18 років, 63,2 % — особи у віці 18—64 років, 7,1 % — особи у віці 65 років та старші. Медіана віку мешканця становила 41,1 року. На 100 осіб жіночої статі у місті припадало 101,5 чоловіків; на 100 жінок у віці від 18 років та старших — 102,0 чоловіків також старших 18 років.
Середній дохід на одне домашнє господарство становив 155 497 доларів США (медіана — 107 660), а середній дохід на одну сім'ю — 163 571 долар (медіана — 108 531). Медіана доходів становила 72 583 долари для чоловіків та 47 500 доларів для жінок. За межею бідності перебувало 2,3 % осіб, у тому числі 3,1 % дітей у віці до 18 років та 0,0 % осіб у віці 65 років та старших.
Цивільне працевлаштоване населення становило 1451 осіб. Основні галузі зайнятості: освіта, охорона здоров'я та соціальна допомога — 17,6 %, виробництво — 14,8 %, науковці, спеціалісти, менеджери — 14,3 %.